# KAS K-37-800
KAS K-37-800 (ros. Катапультно-амортизационная система К-37-800) – rosyjski system katapultowania stosowany w śmigłowcach Ka-50 i Ka-52.

## Historia
Zagadnienie skutecznego i bezpiecznego opuszczania śmigłowca podczas lotu było badane od momentu wprowadzenia tego typu statków powietrznych do użytku. Zastosowanie tradycyjnych foteli wyrzucanych było niemożliwe z uwagi na ich masę oraz z powodu wirnika nośnego znajdującego się bezpośrednio nad kabiną pilotów. Dodatkowym utrudnieniem była specyfika użycia śmigłowców jako maszyn operujących na skrajnie niskich pułapach. 

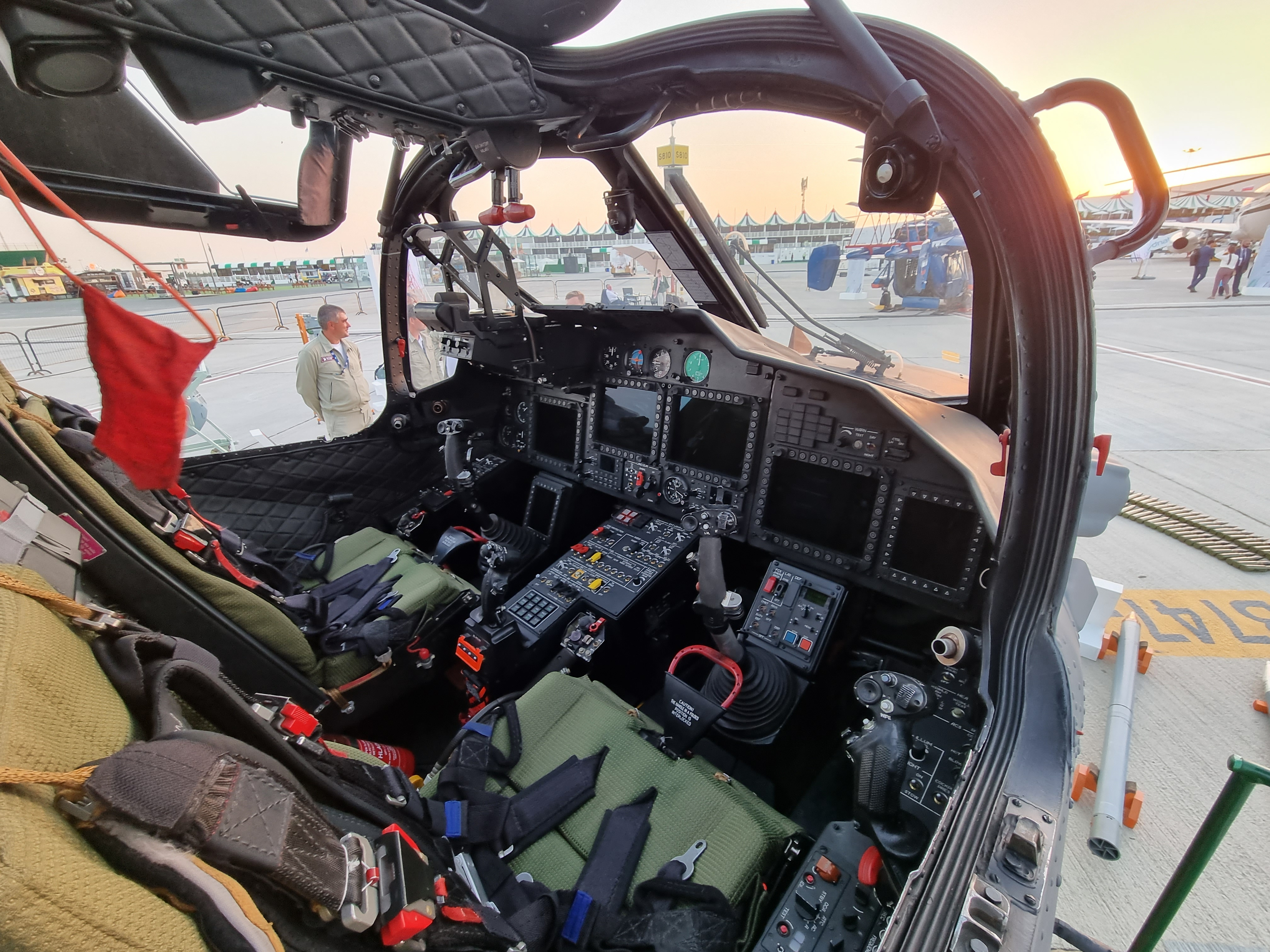
Fotele K-37-800M załogi śmigłowca Ka-52

Od 1972 r. zagadnienie ewakuacji załogi śmigłowca było opracowywane przez NPP Zwiezda. Przyjęta koncepcja zakładała wystrzelenie pilotów przy pomocy silnika holującego po wcześniejszym odstrzelaniu łopat wirnika nośnego. W 2007 r. powstała wersja systemu ratunkowego, którą uznano za zdatną do użytku. Pierwsza wersja, nosząca oznaczenia K-37-800, została zamontowana w śmigłowcu Ka-50. Zapewniała możliwość wystrzelenia fotela w zakresie wysokości 0-4000 m i przy prędkościach do 350 km/h.
Dla dwumiejscowego Ka-52 opracowano w 2011 r. wersję noszącą w oznaczeniu literę „M”. Konstrukcja jest miejscem roboczym pilota w kokpicie śmigłowca oraz zapewnia jego ewakuację w razie zagrożenia. Przyjęte rozwiązania pozwalają na amortyzowanie przeciążeń odczuwalnych podczas lotu oraz wystrzelenie załoganta z wartościami przeciążeń akceptowalnymi dla organizmu człowieka. Fotel składa się z dwóch części – siedziskowej i plecowej. Producent zapewnia skuteczne działanie systemu w zakresie prędkości od 90 do 350 km/h i na pułapie od 0 do 5000 m. Posiada awaryjne źródło zasilania uniezależniające jego działanie od systemów pokładowych. W 2017 r. system został opatentowany na terenie Federacji Rosyjskiej. Pozwala na jednoczesne wystrzelenie członków załogi zajmujących stanowiska obok siebie, umożliwia to zamocowanie silników, które rozdzielają trajektorię lotu foteli załogantów. Dopuszczalna masa ciała pilota wynosi 91 kg, cały system waży 55 kg. System KAS K-37-800 jest stosowany w połączeniu ze specjalną odzieżą lotniczą (letnią lub zimową), z pokładowym sprzętem tlenowym KKO-WK-ŁP (ros. ККО-ВК-ЛП), hełmem ochronnym ZSz-7WS lub ZSz-7W (ros. ЗШ-7ВС, ЗШ-7В), zestawem ratownictwa morskiego MSK-5 (ros. МСК-5), lotniczym pasem ratowniczym ASP-74 (ros. АСП-74) i podwodnym aparatem oddechowym APD (ros. АПД) z zestawu sprzętu ratowniczego KSS (ros. КСС).
Proces katapultowania rozpoczyna się po pociągnięciu uchwytu umieszczonego pomiędzy nogami załoganta. Ładunki pirotechniczne odstrzeliwują łopaty wirnika nośnego, wtopiony sznur wybuchowy kruszy osłonę kabiny, silnik rakietowy wyciąga pilota z kabiny. Dysze odchylają tor lotu członków załogi w ten sposób aby nie doszło do ich zderzenia. Po ustaniu pracy silnika następuje odcięcie uprzęży i otwarcie spadochronu. 
Wśród wad systemu wymienia się wysoki koszt tego rozwiązania wynikający z zastosowania w śmigłowcu tak skomplikowanego urządzenia jak fotel wyrzucany, komplikację obsługi i konserwacji wymuszającą zatrudnienie w jednostkach śmigłowcowych wykwalifikowanego personelu, który nie pracuje w jednostkach wyposażonych np. w Mi-28. Ponadto, w przypadku awaryjnego lądowania silniki rakietowe systemu umiejscowione w kabinie stanowią dodatkowe potencjalne zagrożenie dla załogantów. Dotychczas nie zaobserwowano publicznego zastosowania systemu ratowniczego, w czterech znanych przypadkach katastrof śmigłowców Ka-50 i Ka-52 załogi nie zdecydowały się na jego aktywowanie. Prawdopodobnie pierwsze wykorzystanie systemu w warunkach bojowych miało miejsce 20 marca 2022 r., podczas ataku Federacji Rosyjskiej na Ukrainę.